# Mako (料理研究家)
mako（マコ）は、日本の料理研究家、栄養士、フードコーディネーター、YouTuber。（通称：家政婦mako、家政婦マコ、家政婦まこ、マコさん、スーパー家政婦マコ、料理研究家mako、アイデア料理研究科mako）

## 人物
アイデア料理研究家。栄養士、フードコーディネーター、野菜ソムリエの資格を持つ。3時間で30 品以上のつくりおきを完成させる“超速ワザ”が注目され、「沸騰ワード10」や「ヒルナンデス!」(日本テレビ)等に出演。レシピ本の執筆活動や、TV・雑誌・Web・ラジオなど各種メディアでのレシピ紹介や、食料品メーカーのレシピ開発も行う。

## 出演番組
- ヒルナンデス！（日本テレビ）
- 沸騰ワード10（日本テレビ）
- はに丸ジャーナル（NHK、2017年12月28日）
- 生き物にサンキュー!!（TBSテレビ、2018年7月16日）
- おはよう朝日です（ABCテレビ、2020年3月10日）
- グッド！モーニング（テレビ朝日、2021年10月22日）
- よじごじDays（テレビ東京、2022年2月21日）
- キョコロヒー（テレビ朝日、2022年3月23日）
- なないろ日和！（テレビ東京、2022年3月29日）

## 著書
- 『伝説の家政婦mako 魔法のポリ袋レシピ』（ワニブックス、2018年3月2日）
- 『予約の取れない家政婦マコのポリ袋でつくりおき』（ワニブックス、2018年11月21日）
- 『準備はたった1分! 家政婦makoのずぼら冷凍レシピ』（マガジンハウス、2019年1月10日）
- 『ひとりぶんからレンチンごはん』（KADOKAWA、2019年2月28日）
- 『予約の取れない家政婦makoの世界一かんたん! 糖質オフのやせるつくりおき』（KADOKAWA、2019年6月1日）
- 『家政婦マコの『ヒルナンデス! 』魔法のテクニック』（ワニブックス、2019年6月19日）
- 『世界一早い! 家政婦makoのずぼら1分ごはん』（マガジンハウス、2019年7月25日）
- 『予約のとれない家政婦makoの　超速! 3品ごはん』（学研プラス、2019年8月29日）
- 『すごワザ家政婦makoのラクうまダイエットレシピ』（学研プラス、2019年10月29日）
- 『家政婦makoの100円レシピ』（扶桑社、2019年12月6日）
- 『らくらく! おいしい! はじめてさんの曲げわっぱ弁当』（東京書店、2020年3月1日）
- 『予約殺到家政婦makoの 魔法のカンタン弁当』（扶桑社、2020年3月30日）
- 『予約のとれない家政婦makoの心底おいしい! 手抜きご飯 myベスト』（東京書店、2020年4月16日）
- 『レンジで簡単! ずぼら小鍋』（宝島社、2020年11月19日）
- 『ぜんぶ手ぬきワザ! 居酒屋風おつまみ やみつき神レシピ』（宝島社、2020年11月26日）
- 『家政婦makoのコンビ二裏切り飯』（山と渓谷社、2021年4月17日）
- 『買い物1回でOK! どんなずぼらさんでも 1週間の夜ごはんが作れる本』（KADOKAWA、2021年11月18日）
- 『家政婦makoの魔法の時短テクで簡単すぎるハレの日ごはん』（エムディエヌコーポレーション、2021年12月10日）